# Vörös rák
A vörös rák (Gecarcoidea natalis) a rövidfarkú rákok (Brachyura) közé sorolt földi rákok (Gecarcinidae) családjában a mindössze két fajból álló Gecarcoidea nem egyik faja.

## Származása, elterjedése
Kizárólag az Indiai-óceánban, Jávától 350 km-rel délre levő Karácsony-szigeten fordul elő, de ott tömegesen: populációját a különböző szerzők 100 és 250 millió közé becslik.

## Megjelenése, felépítése
Jellegzetesen vörös színű, fényes, kerek hátpajzsának átmérője eléri a 12 cm-t. Ez a páncél annyira kemény, hogy képes kilyukasztani a ráhajtó gépkocsi gumiköpenyét.
A nőstények petezsákja félkör alakú; a peték barnák. Egy-egy nőstény mintegy százezer petét érlel.

## Életmódja, élőhelye
Élete nagy részét a sziget erdővel borított dombjain tölti. Mindenevő: megeszi a lehullott leveleket, gallyakat, de nem veti meg az elhullott állatok tetemeit sem.
Csak szaporodni jár le a tengerpartra. Petéit mindig mindig éjjel, dagály idején, a Hold utolsó negyedében rakja le; a partra vonulás egy hónappal korábban kezdődik. Az esős évszak beköszöntével (október-november) megváltozik a rákok hormonháztartása, és ahogy megnő a vércukorszintjük, úgy fejlődnek izmaik, amíg csak alkalmasak nem lesznek a nagy út megtételére. A Princetoni Egyetem kutatói kimutatták, hogy ez az átalakulás csak akkor megy végbe, ha az esős évszak kezdetén legalább 22 milliméter csapadék esik — különben a rákok nem indulnak el a tenger felé; az az év a szaporodásból kimarad.
Többnyire kora reggel vagy este menetelnek, hogy a perzselő nap ki ne szárítsa őket (borús-esős időben nappal is mennek). Ezzel a módszerrel naponta mintegy 700 m-t tesznek meg, tehát 9–18 nap alatt jutnak a part közelébe. Ott a hímek üregeket vájnak a homokba, ezekben párzanak a nőstényekkel, majd visszaindulnak a dombok közé. A nőstények az üregekben maradnak még két hétig, amíg a peték be nem érnek.
Dagály idején a nőstények lemásznak a sziklákról, és megpróbálnak eljutni a vízhez. Ebben jelentősen akadályozzák őket az ugyanerre törekvő többiek, valamint a peterakás után a parti sávból visszafelé igyekvők. Arra is vigyázniuk kell, hogy a hullámok fel ne kapják őket, mert szárazföldi rákok lévén tüdővel lélegeznek, és a vízben gyorsan megfulladnak. Ahogy a sikeresek a hullámokhoz érnek, testüket megrázva megszabadulnak petéiktől (amiket elsodor a víz), ezután sajátos gesztussal a fejük fölé emelik lábaikat, majd visszafordulnak a sziget belseje felé. Normális élőhelyükre visszaérve izmaik a szokásos méretre fogynak le, és csak a következő esős évszakban nőnek meg újra.
Reggelre a tengerben már annyi a rákpete, hogy a víz sűrű, barna levesre emlékeztet. A partra vetett peték elpusztulnak, a vízben maradtakból pedig hatalmas vámot szednek a ragadozók, elsősorban a murénák (Gymnothorax javanicus). A nyílt vízben a planktonevő cetcápa (Rhincodon typus) és a Mobula alfredi várja őket.
Az árapállyal és az áramlásokkal sodródó ivadékok a vízből kiszűrt parányi törmelékeken, foszlányokon élnek. A vízben kopoltyúval lélegeznek és többször vedlenek, de szaporodni nem képesek: tüdős, imágó formájukat csak a szárazföldre sodródva veszik fel. Ez a legtöbb évjáratban egyetlen rákocskának sem sikerül; valamennyien a tengerben pusztulnak el. Csak öt-hat évenként alakul úgy a széljárás, hogy az ivadékok 3-4 hét múlva visszasodródjanak a sziget partjaira — ekkor körülbelül akkorák, mint egy-egy hangya.
4-5 év alatt válnak ivaréretté; ezután még mintegy tíz évet élhetnek.
A rákok természetes túlszaporodását a sziget betelepítése előtt a McLear-patkány (Rattus macleari) gátolta meg, ez a faj azonban 1903-ban kihalt. A sziget ökoszisztémájában helyét a házi patkány (Rattus rattus) foglalta el; a két faj gyaníthatóan hibridizált is. Az ezredfordulón fő ellenségükké az őrült hangya (Anoplolepis gracilipes) vált; ezt az özönfajt az Ausztrál Népjóléti Tudományos és Ipari Kutatási Szervezet eredményesen irtja.